# Narcobarbital
O narcobarbital é um analgésico e anestésico. É indicado para indução e manutenção de anestesias gerais.
O narcobarbital pode ter efeitos adversos graves e irreversíveis como depressão respiratória e circulatória, contrações musculares, hepatoxidade, hipóxia e crise de hipertermia, alucinações, ansiedade e nervosismo.